# 阿根廷杜告犬
阿根廷杜告犬（西班牙語：Dogo Argentino），又名阿根廷獒或阿根廷杜高犬，其拉丁名DOGO在西班牙語中意為鬥牛犬；是一種對炎熱天氣適應極好，但對寒冷天氣沒輒的犬種。阿根廷杜告犬在JKC分類中屬於第二群種（杜賓犬、雪納瑞犬、瑞士高山犬以及牧牛犬）。杜高犬是一种凶猛的烈性犬，所以在很多城市被列为禁养犬种。

## 體態
目前，NoresMartínez家族在阿根廷科爾多瓦市繼續以“La Cocha”孵化場的名義保持品種的標準。
Criadero La Cocha （页面存档备份，存于）

### 體型
阿根廷杜告犬的雌性與雄性體型差別不大，一般野外種成年體身高可達62-70公分，重達25-47公斤；而訓化種則有60-67公分，重23-37公斤，為大型犬。

### 特徵
阿根廷杜告犬在幼犬時期時，披毛為純白色，成年時，披毛可能會出現少數黑斑或為黃色披毛，在眼睛周圍也可能會出現黑眼圈；此外，阿根廷杜告犬的腳掌、眼部及鼻子等部位肌膚會呈現粉紅色，若其部位沒有呈現此色，就表示該狗的健康狀況並不理想。

## 個性
阿根廷杜告犬的個性溫和（不過有極少數國家認為阿根廷杜告犬為惡犬，有傷害民眾之疑慮，因而限制進出口，如:日本、英國等），不怕陌生，不會隨意亂吠叫，與任何人都能融洽相處，對主人忠心耿耿等個性，使其成為最佳的看門犬之一。

## 種類由來
阿根廷杜告犬是由安東尼奧.諾雷斯.馬丁與弟弟奧古斯丁.諾雷斯.馬丁想將獵犬哥多華改良，而為考量到狗的個性、特質，加入多種不同犬種，如:大丹犬、愛爾蘭獵狼犬、大白熊犬、波音達獵犬以及西班牙㹴犬等，在1928年製造出今日的阿根廷杜告犬，之後在1964年被阿根廷育犬協會認定為正式犬種。

## 用途
阿根廷杜告犬除了一般的寵物犬以及看門犬以外，在傳統中，這種狗大多為捕捉像美洲豹、美洲獅、山豬等大型獵物的獵犬。

## 大眾文化
阿根廷杜告犬在大眾文化中出現機會十分稀少，目前僅在台灣的衛生紙廣告--舒潔拉拉炫彩衛生紙中，代替幼犬時外貌相近，但兩者體色不同的拉布拉多獵犬。